# Pouhon Pia

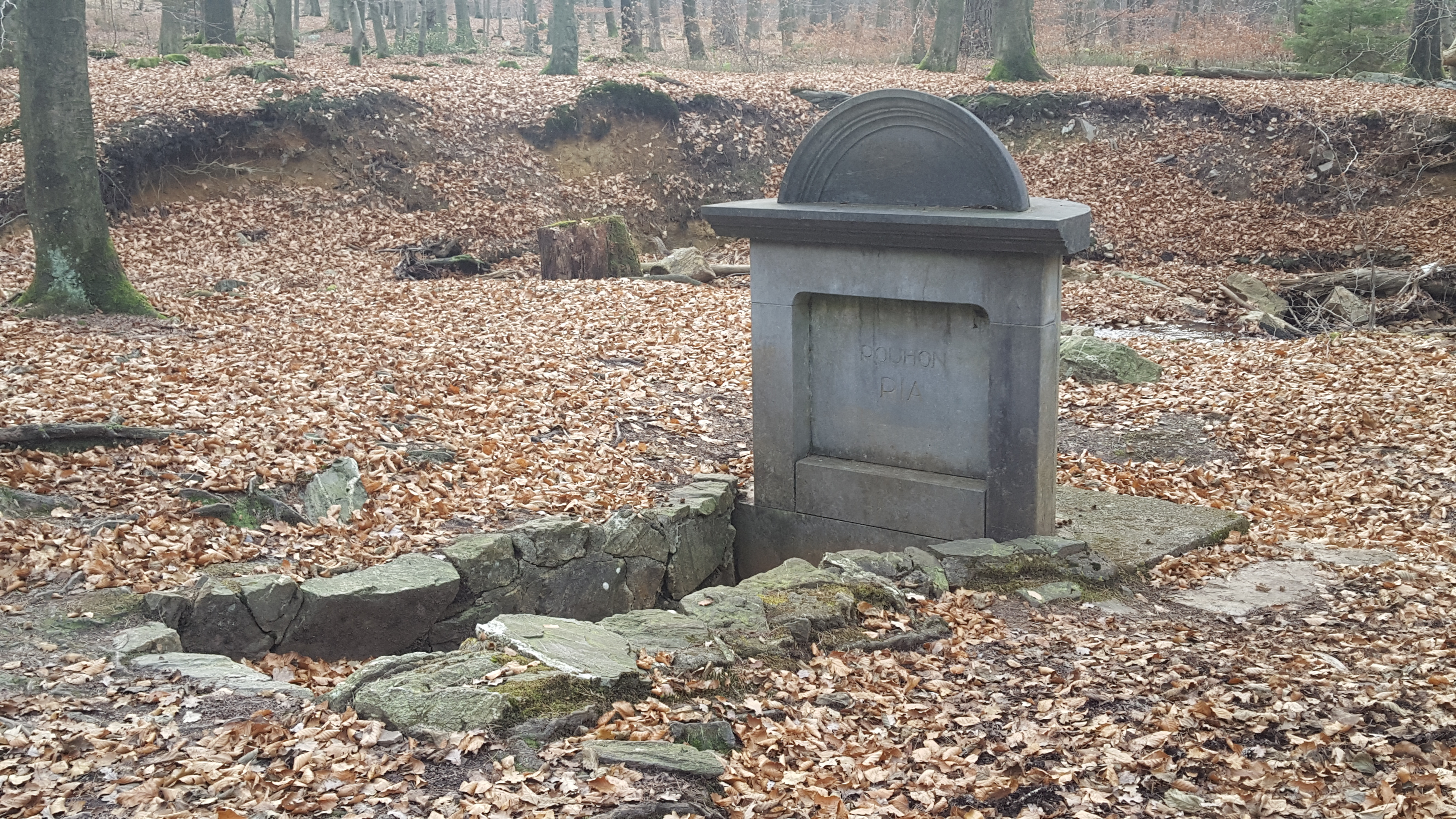
Le pouhon Pia.

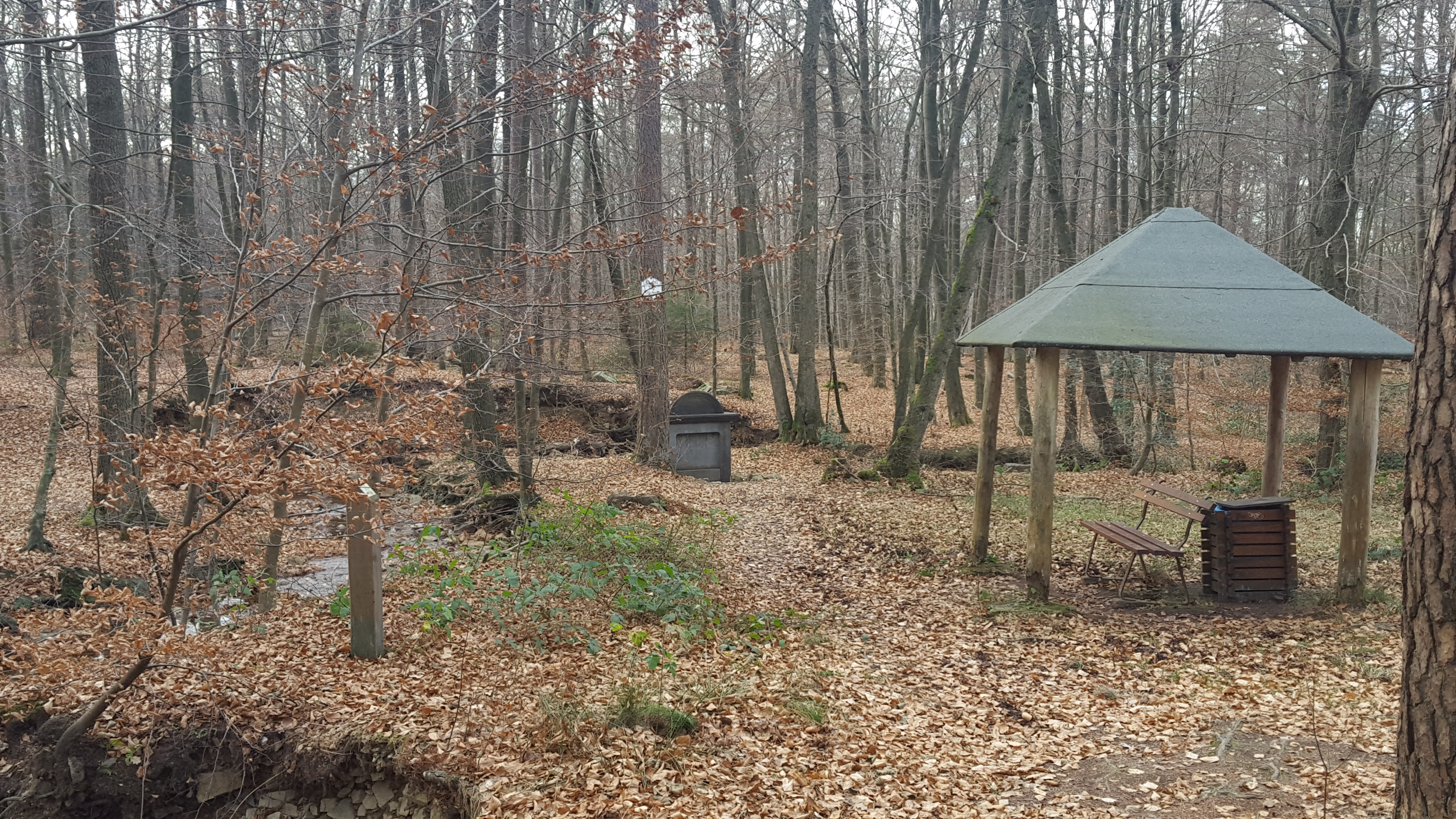
Le pouhon Pia.

Le pouhon Pia est une source de la commune et ville de Spa située dans les Ardennes belges.

## Situation
Le pouhon Pia se situe en milieu boisé à environ 150 m au nord-ouest du chemin des Fontaines qui relie la source de la Géronstère à celles de la Sauvenière et Groesbeek. Il se trouve au bord du petit ruisseau des Pendus et en dessous de la fagne de Malchamps à une altitude avoisinant les 435 m.

## Description
Le lieu de la source est matérialisé par une petite fontaine en pierre qui provient de la source de la Géronstère et qui fut déplacée à la suite d'un incendie en 1893. Ce petit édifice est de forme semi-cylindrique. Un abri avoisine le pouhon.
Cette source produit une eau ferrugineuse.